# یژی اسکولیموفسکی
یژی اسکولیموفسکی (لهستانی: Jerzy Skolimowski؛ ‏ تلفظ لهستانی: [ˈjɛʒɨ]) بازیگر، کارگردان، فیلم‌نامه‌نویس و نمایشنامه‌نویس لهستانی است.
اسکولیموفسکی در ۵ مه ۱۹۳۸ در ووچ لهستان به دنیا آمد. او از مدرسه ملی فیلم ووچ فارغ‌التحصیل شده و از ۱۹۶۰ تا کنون بیش از بیست فیلم را کارگردانی کرده‌است.
وی بیش از ۲۰ سال است که در لس آنجلس، کالیفرنیا زندگی می‌کند، نقاشی‌هایی تلویحی و اکسپرسیونیستی کشیده و هرازچندگاهی در فیلمی هم بازی می‌کند.
او در سال ۲۰۰۸ بعد از ۱۷ سال وقفه در کار سینمایی، به لهستان بازگشت تا نویسندگی و کارگردانی فیلم چهار شب با آنا را انجام دهد.

## فیلم‌شناسی

### کارگردان
- علائم شناسایی: ندارد (۱۹۶۴)
- پیروزی آسان (۱۹۶۵)
- مانع (۱۹۶۶)
- دست‌ها بالا! (۱۹۶۷)
- آغاز (۱۹۶۷)
- ماجراهای ژرار (۱۹۷۰)
- مخمصه (۱۹۷۰)
- شاه، بی‌بی، سرباز (۱۹۷۲)
- فریاد (۱۹۷۸)
- شب‌کاری (۱۹۸۲)
- موفقیت بهترین انتقام است (۱۹۸۴)
- کشتی راهنما (۱۹۸۵)
- سیلاب بهاری (۱۹۸۹)
- فردیدورکه (۱۹۹۱)
- چهار شب با آنا (۲۰۰۸)
- قتل واجب (۲۰۱۰)
- ۱۱ دقیقه (۲۰۱۵)
- ئیو (۲۰۲۲)

### بازیگر
- جادوگران بی‌گناه (۱۹۶۰)
- طریق هستی (۱۹۶۵)
- لغزش (۱۹۷۲)
- دایره فریب (۱۹۸۱)
- شب‌های روشن (۱۹۸۵)
- مریخ حمله می‌کند! (۱۹۹۶)
- لس آنجلس بدون نقشه (۱۹۹۸)
- پیش از آغاز شب (۲۰۰۰)
- وعده‌های شرقی (۲۰۰۷)
- نشانه‌گذاری‌شده (۲۰۰۹)
- انتقام‌جویان (۲۰۱۲)
- روز محاصره: ۱۱ سپتامبر ۱۶۸۳ (۲۰۱۲)
- یک ورشویی (۲۰۲۳)